# كريستين كلارك
كريستين كلارك (بالإنجليزية: Kirsten Clark)‏ هي متزحلقة أمريكية، ولدت في 23 أبريل 1977 في بورتلاند في الولايات المتحدة.

## وصلات خارجية
- كريستين كلارك على موقع الاتحاد الدولي للتزلج (التزلج على المنحدرات الثلجية) (الإنجليزية)
- كريستين كلارك على موقع اللجنة الأولمبية الدولية (الإنجليزية)
- كريستين كلارك على موقع أوليمبيديا (الإنجليزية)